# Joachim B. Olsen
Joachim B. Olsen (nacido el 31 de mayo de 1977 en Aalborg, Dinamarca) es uno de los mejores lanzadores de peso de comienzos del siglo XXI. Compite para el club danés, Århus 1900.
A lo largo de su carrera deportiva ha alcanzado la final en diez grandes competiciones, entre Juegos Olímpicos, Campeonatos del Mundo y Campeonatos de Europa.
Su entrenador desde octubre de 2003 es el atleta retirado y antiguo finalista olímpico Vesteinn Hafsteinsson.
En su adolescencia Joachim practicó el lanzamiento de disco, pero tras modificar su técnica de lanzamiento en peso del estilo lineal al de rotación sus mejoras comenzaron a ser espectaculares. Este cambio se produjo durante los cuatro años que permaneció en la Universidad de Idaho bajo la tutela de Tim Taylor
En los Campeonatos del Mundo Júnior de Sídney en 1996, todavía participó en lanzamiento de disco, pero su irrupción en el lanzamiento de peso se produjo tras lograr la medalla de plata en el Campeonato de Europa Sub-23 celebrado en Gotemburgo en 1999.
En los Juegos Olímpicos de Sídney en 2000, Joachim no alcanzó la final y además se vio envuelto en un grave incidente cuando se descubrió que él había escrito en un chat de Internet que el campeón olímpico Arsi Harju, había dado positivo en un control antidopaje. Esto provocó que el Comité Olímpico Danés expulsara de los Juegos a Joachim.
Al año siguiente en los Campeonatos del Mundo de atletismo celebrados en Edmonton, alcanzó su primera final de importancia. Desde entonces en todas las citas importantes se ha clasificado para la final.
El 6 de noviembre de 2005 Olsen sufrió una grave lesión en los ligamentos del tobillo. Un mes después de regresar a la competición lograba el bronce en los Campeonatos del Mundo de Pista Cubierta en marzo de 2006. Posteriormente, tras la descalificación de Andrei Mijnevich pasaría a obtener la medalla de plata. Ese año también obtuvo la medalla de plata en el Campeonato de Europa de Gotemburgo 2006 tras la descalificación de Andrei Mijnevich, ya que inicialmente había terminado en tercera posición.